# Форт-Джонсон-Саут (Луїзіана)
Форт-Джонсон-Саут (англ. Fort Johnson South) — переписна місцевість (CDP) в США, в окрузі Вернон штату Луїзіана. Населення — 7950 осіб (2020).

## Географія
Форт-Джонсон-Саут розташований за координатами 31°3′15″ пн. ш. 93°13′0″ зх. д. / 31.05417° пн. ш. 93.21667° зх. д. (31.054223, -93.216750).  За даними Бюро перепису населення США в 2010 році переписна місцевість мала площу 15,96 км², з яких 15,94 км² — суходіл та 0,01 км² — водойми.

## Демографія
Згідно з переписом 2010 року, у переписній місцевості мешкало 9038 осіб у 2028 домогосподарствах у складі 1779 родин. Густота населення становила 566 осіб/км².  Було 2308 помешкань (145/км²).
Расовий склад населення:
| - 63,3 % — білих - 20,3 % — чорних або афроамериканців - 2,2 % — азіатів - 0,9 % — вихідців з тихоокеанських островів - 0,9 % — корінних американців - 5,0 % — осіб інших рас |

До двох чи більше рас належало 7,5 %. Частка іспаномовних становила 14,9 % від усіх жителів.
За віковим діапазоном населення розподілялося таким чином: 36,4 % — особи молодші 18 років, 63,5 % — особи у віці 18—64 років, 0,1 % — особи у віці 65 років та старші. Медіана віку мешканця становила 21,9 року. На 100 осіб жіночої статі у переписній місцевості припадало 141,6 чоловіків;  на 100 жінок у віці від 18 років та старших — 166,5 чоловіків також старших 18 років.
Середній дохід на одне домашнє господарство  становив 50 642 долари США (медіана — 44 556), а середній дохід на одну сім'ю — 52 269 доларів (медіана — 48 028). Медіана доходів становила 31 479 доларів для чоловіків та 23 906 доларів для жінок. За межею бідності перебувало 14,5 % осіб, у тому числі 16,8 % дітей у віці до 18 років та 50,0 % осіб у віці 65 років та старших.
Цивільне працевлаштоване населення становило 1423 особи. Основні галузі зайнятості: публічна адміністрація — 48,2 %, освіта, охорона здоров'я та соціальна допомога — 21,9 %, мистецтво, розваги та відпочинок — 10,1 %, роздрібна торгівля — 6,9 %.